# 61
El año 61 (LXI) fue un año común comenzado en jueves del calendario juliano, en vigor en aquella fecha.
En el Imperio romano, era conocido como el Año del consulado de Turpiliano y Peto (o menos frecuentemente, año 814 Ab urbe condita). La denominación 61 para este año ha sido usado desde principios del período medieval, cuando el Anno Domini se convirtió en el método prevalente en Europa para nombrar a los años.

## Acontecimientos
- Rebelión de los icenos liderados por la reina Boudica, contra el Imperio romano, que fue aplastada en la Batalla de Watling Street.

## Nacimientos
- Plinio el Joven, político y escritor romano.

## Fallecimientos
- Boudica, líder icena.